# 東島左枝
東島 左枝（）は、日本映画の編集技師。大阪府出身。
主に川北紘一が特撮監督を務めた作品の編集を手掛けた。

## 映画
| 公開年月日     | 作品名                   | 制作（配給）                                       | 役職     |
| -------------- | ------------------------ | -------------------------------------------------- | -------- |
| 1984年3月17日  | さよならジュピター       | 東宝映画 イオ （東宝）                             | 編集助手 |
| 1984年12月15日 | ゴジラ                   | 東宝映画 （東宝）                                  | 編集助手 |
| 1987年1月17日  | 首都消失                 | 徳間書店 関西テレビ 大映 （東宝）                  | 編集助手 |
| 1987年9月26日  | 竹取物語                 | フジテレビ 東宝映画 （東宝）                       | 編集助手 |
| 1989年7月22日  | ガンヘッド               | 東宝 サンライズ バンダイ 角川書店 IMAGICA 東宝映画 | 編集助手 |
| 1991年12月14日 | ゴジラvsキングギドラ     | 東宝映画 （東宝）                                  | 編集     |
| 1993年12月11日 | ゴジラvsメカゴジラ       | 東宝映画 （東宝）                                  | 編集     |
| 1994年7月9日   | ヤマトタケル             | 東宝映画 （東宝）                                  | 編集     |
| 1994年12月10日 | ゴジラvsスペースゴジラ   | 東宝映画 （東宝）                                  | 編集     |
| 1995年12月9日  | ゴジラvsデストロイア     | 東宝映画 （東宝）                                  | 編集     |
| 1996年12月14日 | モスラ                   | 東宝映画 （東宝）                                  | 編集     |
| 1998年12月12日 | モスラ3 キングギドラ来襲 | 東宝映画 （東宝）                                  | 編集     |